# 临江楼
临江楼，位于中华人民共和国福建省龙岩市上杭县临江镇临江路52号，曾是毛泽东在土地革命战争时期的旧居。1929年，毛泽东曾在此居住20余天。该建筑为一座南临汀江的砖木结构楼房。2013年，临江楼被列为全国重点文物保护单位。

## 历史
临江楼始建于清末，原为当地一家名为“广富隆”的纸栈旧址，同时也是行栈业老板的别墅。此处先后设置过酒店，还曾经经营过油盐等生意:157。因其南临汀江，而被命名为“临江楼”。1929年重阳节前，红四军攻克上杭城，身患疟疾的毛泽东入住临江楼养病，并在此期间撰写了《采桑子·重阳》。20余天后，毛泽东离开临江楼，前往中共闽西特委机关所在地苏家坡。1985年10月，临江楼入列福建省文物保护单位。2013年，临江楼被列为全国重点文物保护单位。2016年4月，临江楼的保护范围公布，具体范围为自建筑本体东侧向外延伸10米，南侧延伸至汀江沿岸，西侧延伸至城墙，北侧延伸至杭小路北沿。2016年5月，上杭临江楼被命名为第五批福建省爱国主义教育基地，是龙岩市中唯一一处入选单位。

## 结构
临江楼位于汀江北岸，占地300平方米，是一幢珠灰色砖木结构楼房。该楼外高三层，内为两层，其中底层和第三层的走廊外各砌有石制的三个拱形廊檐。在临江楼的南侧还种有一棵大槐树。:157:2